# لوئیجی دی پاسکواله (بازیکن فوتبال، زاده ۱۹۱۹)
لوئیجی دی پاسکواله (انگلیسی: Luigi Di Pasquale؛ زادهٔ ۱۲ ژوئن ۱۹۱۹) بازیکن فوتبال اهل ایتالیا است.
از باشگاه‌هایی که در آن بازی کرده‌است می‌توان به باشگاه فوتبال پادوا، باشگاه فوتبال آ.اس. رم، باشگاه فوتبال اودینزه، و باشگاه فوتبال چزنا اشاره کرد.